# Adrià Vilanova
Adrià Vilanova Chaure (Barcelona, España, 11 de febrero de 1997), conocido como Adrià Vilanova, es un futbolista español que juega como defensa central en las filas del F. C. Andorra de la Segunda División de España. Es hijo del exentrenador de fútbol Tito Vilanova.

## Trayectoria
Nacido en Barcelona, España, Vilanova se formó en las categorías inferiores del FC Barcelona, al que llegó en edad benjamín procedente del Granollers. Adrià iría quemando etapas en el club blaugrana hasta formar parte del juvenil "A" en la temporada 2019-20.
En la temporada 2016-17, hace su debut con el FC Barcelona B de la Segunda División B de España. 
En la temporada 2017-18, firma por el Hércules CF de la Segunda División B de España, con el que solo disputaría dos encuentros en los que anotaría un gol.
El 27 de agosto de 2018, se compromete con el Real Club Deportivo Mallorca "B" de la Tercera División de España.
En enero de 2019, firma por el F. C. Andorra de la Primera Catalana con el que lograría el ascenso a la Tercera División de España.
En la temporada 2019-20, forma parte de la plantilla del conjunto andorrano en la Segunda División B de España, tras comprar la plaza al Club de Futbol Reus Deportiu, disputando 23 encuentros de liga y uno de Copa del Rey. En la temporada siguiente, disputaría 19 encuentros en el Grupo III de la Segunda División B de España.
El 22 de diciembre de 2021, renueva su contrato con el F. C. Andorra de la Primera División RFEF, hasta junio de 2024.
En la temporada 2021-22, lograría el ascenso a la Segunda División de España, tras acabar en primera posición del Grupo II de la Primera División RFEF. Su aportación sería de 30 partidos en liga y dos de Copa del Rey, anotando tres goles y otro en copa respectivamente.

## Clubes
| Club           | País    | Año             |
| -------------- | ------- | --------------- |
| FC Barcelona B | España  | 2016-2017       |
| Hércules CF    | España  | 2017-2018       |
| RCD Mallorca B | España  | 2018-2019       |
| F. C. Andorra  | Andorra | 2019-Actualidad |